# Turk Edwards
Albert Glen Edwards, noto a tutti come Turk Edwards (Contea di Douglas, 28 settembre 1907 – Seattle, 12 gennaio 1973), è stato un giocatore di football americano statunitense, inserito nella Pro Football Hall of Fame nel 1969.

## Carriera
Si tratta di uno dei più famosi giocatori di football americano, facente parte a pieno titolo della storia dei Washington Redskins.
La sua carriera da giocatore finì per colpo del lancio di una moneta che lo colpì, prima della partita contro i New York Giants nel 1940.
Dopo la carriera in campo, si dedicò ad essere assistente dell'allenatore dal 1941 al 1945 ed in seguito fece il capo-allenatore della squadra con cui aveva sempre militato fino al 1948. Edwards è stato inserito nella formazione ideale della NFL degli anni 1930.

## Palmarès
- 70 Greatest Redskins
- Pro Football Hall of Fame